# حزقيال إغناثيو بريونز
حزقيال إغناثيو بريونز (بالإسبانية: Juan Ignacio Briones)‏ هو لاعب كرة قدم أرجنتيني، ولد في 16 يناير 1986 في مار دل بلاتا في الأرجنتين. لعب مع غيور تورنا أوزتالي ونادي خنرال دياز.

## وصلات خارجية
- حزقيال إغناثيو بريونز على موقع قاعدة بيانات كرة القدم.إي يو (الإنجليزية)
- حزقيال إغناثيو بريونز على موقع Soccerway.com (الإنجليزية)